# Sojec
Sojec (niem. Falkenhorst) – osada leśna w Polsce położona w województwie zachodniopomorskim, w powiecie choszczeńskim, w gminie Bierzwnik. W latach 1975–1998 miejscowość administracyjnie należała do województwa gorzowskiego. W roku 2007 leśniczówka liczyła 13 mieszkańców. Miejscowość wchodzi w skład sołectwa Pławno.

## Geografia
Leśniczówka leży ok. 4 km na południowy wschód od Pławna, ok. 300 m na zachód od drogi wojewódzkiej nr 160.